# Powderhorn
El vecindario Powderhorn de Minneapolis, Minnesota está ubicado aproximadamente a tres millas al sur del centro de la ciudad y está bordeado por East Lake Street al norte, Cedar Avenue al este, East 38th Street al sur y Chicago Avenida al oeste. Su homónimo es la instalación de Powderhorn Park de la ciudad en la parte noroeste del vecindario alrededor del lago Powderhorn, que contiene campos de juego, parques infantiles y un edificio del parque que alberga clases de educación comunitaria que van desde cerámica hasta yoga. En invierno, la Junta de Recreación y Parques de Minneapolis instala una casa de calentamiento portátil y el lago se utiliza para patinar sobre hielo.

## Demografía
Desarrollado principalmente entre 1905 y 1920, es un área residencial que consta de viviendas unifamiliares, dúplex y edificios de apartamentos de ladrillo de tres pisos. Aproximadamente 9,000 personas viven en Powderhorn Park. Según el censo de 2000, el 42% de la población es blanca, el 22% negra e hispana y el 5% asiática e indígena. A lo largo de Lake Street, numerosos negocios hispanos y africanos nuevos y existentes muestran la diversidad del área.

## Geografía
El parque y el lago se utilizan como escenario para el último acto en el desfile anual del Primero de Mayo de la ciudad (que en realidad ocurre el primer domingo de mayo), que es una obra en movimiento que ha sido presentada por In the Heart of the Beast Teatro de marionetas y máscaras desde 1975.

## Cultura
A medida que el desfile corre hacia el sur por la avenida Bloomington, los participantes visten una variedad de disfraces y muchos manipulan títeres gigantes, todo para producir una historia basada en temas sociopolíticos que incluyen la paz, el ecologismo, los eventos actuales y otros. 
Después de que termina la historia del desfile, el final del desfile es una sección de "libertad de expresión" que incluye representantes de grupos comunitarios y políticos en campaña. Después del desfile, hay un intermedio mientras la gente se reúne en una ladera en el extremo oeste del parque para la ceremonia del Árbol de la Vida. Muchos detalles del acto final cambian de año en año, pero hay varias figuras que aparecen constantemente: River, Woods, Prairie, Sky, Sun y el Árbol de la Vida. Al final de la ceremonia, una flotilla cruza el lago con la figura del Sol en el bote central. El Sol despierta el Árbol de la Vida (una figura que incluye un palo de mayo tradicional), y la multitud canta "You Are My Sunshine" para marcar el destierro de otra temporada de invierno.
En 2009, un grupo de residentes comenzó el programa Powderhorn365 que documenta la vida cotidiana del vecindario, a través de una fotografía diaria del vecindario.
En mayo de 2020, el barrio fue el lugar de la muerte de George Floyd.